# Радомиці (Великопольське воєводство)
Радомиці (пол. Radomice, нім. Buchenheim) — село в Польщі, у гміні Вжесня Вжесінського повіту Великопольського воєводства.
Населення — 58 осіб (2011).
У 1975-1998 роках село належало до Познанського воєводства.

## Демографія
Демографічна структура станом на 31 березня 2011 року:
|          | Загалом | Допрацездатний вік | Працездатний вік | Постпрацездатний вік |
| -------- | ------- | ------------------ | ---------------- | -------------------- |
| Чоловіки | 28      | 6                  | 20               | 2                    |
| Жінки    | 30      | 9                  | 13               | 8                    |
| Разом    | 58      | 15                 | 33               | 10                   |